# ダミアン・モリ
ダミアン・モリ（Damian Mori, 1970年9月30日 - ）は、オーストラリア・メルボルン出身の元サッカー選手、指導者。ポジションはフォワード。オーストラリア代表歴代最多得点記録を保持していた。

## 経歴
主にオーストラリアの国内リーグNSLでプレー。1995年から2003年にかけて5度の得点王、2度のジョニー・ウォーレン・メダルに輝いた。
1996年には、キックオフ直後にセンターサークルからそのままロングシュートを決め、開始3.69秒という世界最速ゴール記録を作っている。
1997年にドイツ・ブンデスリーガのボルシアMGに移籍するが、わずか6試合の出場で無得点に終わった。

### 代表歴
1992年のバルセロナオリンピックにネド・ゼリッチ、トニー・ポポヴィッチ、スティーブ・コリカらと共に出場。グループステージのデンマーク戦でゴールを決めるなど、オーストラリアの準決勝進出に貢献した。
1992年9月4日のソロモン諸島戦でA代表デビュー。以後10年間に渡って通算45試合に出場し、29得点を挙げた。2014年にティム・ケーヒルに抜かれるまで、オーストラリア代表歴代最多得点記録を保持していた。

### 引退後
アデレード・シティFCの監督を務める。

## 所属クラブ
- サウス・メルボルンFC 1989-1990
- サンシャイン・ジョージ・クロス 1990-1991
- メルボルン・ナイツ 1991-1992
- アデレードシティ・フォース 1992-1997
- ボルシアMG 1997
- アデレードシティ・フォース 1997-2000
- パース・グローリーFC 2000-2006
- アデレード・シティFC 2006
- セントラルコースト・マリナーズFC 2006
- クイーンズランド・ロアーFC 2006-2007
- アデレード・シティFC 2007
- セントラルコースト・マリナーズFC 2007
- アデレード・シティFC 2008-2010
- サウス・アデレード・パンサーズFC 2010
- アデレード・シティFC 2011